# Desognaphosa
Desognaphosa es un género de arañas de la familia Trachycosmidae.

## Especies
- Desognaphosa bartle Platnick, 2002
- Desognaphosa bellenden Platnick, 2002
- Desognaphosa boolbun Platnick, 2002
- Desognaphosa bulburin Platnick, 2002
- Desognaphosa carbine Platnick, 2002
- Desognaphosa dryander Platnick, 2002
- Desognaphosa eungella Platnick, 2002
- Desognaphosa finnigan Platnick, 2002
- Desognaphosa funnel Platnick, 2002
- Desognaphosa goonaneman Platnick, 2002
- Desognaphosa halcyon Platnick, 2002
- Desognaphosa homerule Platnick, 2002
- Desognaphosa karnak Platnick, 2002
- Desognaphosa kirrama Platnick, 2002
- Desognaphosa kroombit Platnick, 2002
- Desognaphosa kuranda Platnick, 2002
- Desognaphosa malbon Platnick, 2002
- Desognaphosa massey Platnick, 2002
- Desognaphosa millaa Platnick, 2002
- Desognaphosa pershouse Platnick, 2002
- Desognaphosa solomoni Platnick, 2002
- Desognaphosa spurgeon Platnick, 2002
- Desognaphosa tribulation Platnick, 2002
- Desognaphosa tyson Platnick, 2002
- Desognaphosa windsor Platnick, 2002
- Desognaphosa yabbra Platnick, 2002